# Zamek w Stirling
Zamek w Stirling (ang. Stirling Castle, gael. Caisteal Shruighlea) – zamek w Stirling, w środkowej Szkocji, położony na skale dominującej nad miastem, w przeszłości strzegący najbardziej na wschód wysuniętej przeprawy mostowej przez rzekę Forth, którędy przebiegał jeden z głównych szlaków łączących północną i południową część kraju. Jako miejsce koronacji i siedziba wielu szkockich królów, a także licznych starć z Anglikami, jest jednym z najbardziej znaczących zamków w kraju oraz przedmiotem szkockiej dumy narodowej.

## Historia
Najstarsza wzmianka o zamku pochodzi z około 1110 roku, choć prawdopodobne jest, że miejsce to ufortyfikowane zostało dużo wcześniej. Wówczas musiał on już pełnić funkcję rezydencji królewskiej, bowiem w 1124 roku zmarł tutaj król Szkocji Aleksander I. W 1174 roku zamek w Stirling był jednym z pięciu przekazanych królowi Anglii Henrykowi II na mocy traktatu z Falaise, pozostającemu w mocy do 1189 roku.
Podczas I wojny o niepodległość Szkocji (1296–1328) zamek wielokrotnie przechodził z rąk do rąk. W 1296 roku został zdobyty przez Anglików pod przywództwem Edwarda I, a w roku następnym odbity przez Williama Wallace’a po zwycięskiej bitwie przy moście Stirling. Anglicy ponownie zdobyli fortecę w 1298 roku po wygranej w bitwie pod Falkirk. Odbity w 1299 roku, w 1304 roku była to ostatnia znacząca twierdza znajdująca się pod kontrolą Szkotów. W tym też roku upadł on po ponownym oblężeniu przez Edwarda I. W 1314 roku siły szkockie pod dowództwem Roberta I zdobyły zamek, po zwycięstwie pod Bannockburn. Nie chcąc by twierdza ponownie wpadała w ręce nieprzyjaciela, Robert I nakazał jej rozebranie. W 1336 roku pozostałości zamku zajęte zostały przez Anglików, którzy podjęli się jego odbudowy. Po raz ostatni Szkoci odbili zamek w 1342 roku.
W XV i XVI wieku zamek poddany został gruntownej przebudowie w stylu renesansowym z inicjatywy króla Szkocji Jakuba IV (panującego w latach 1488–1513), a następnie jego syna Jakuba V (1513–1542), którego koronacja odbyła się na zamku. W Stirling koronowani byli i mieszkali także Maria I (1542–1567) oraz Jakub VI (1567–1625), ten ostatni do objęcia tronu angielskiego w 1603 roku.
W latach 1708–1714, w obliczu powstań jakobickich, dokonano rozbudowany zamkowych fortyfikacji. W 1746 roku, podczas drugiej wielkiej rebelii, zamek oblegany był bez powodzenia przez pretendenta do tronu brytyjskiego, Karola Edwarda Stuarta. Był to ostatni raz, gdy zamek doświadczył działań wojennych.
Do 1964 roku na zamku mieściły się koszary. Współcześnie zamek umieszczony jest w rejestrze zabytków i udostępniany jest zwiedzającym.

## Konstrukcja
Zachowana do czasów obecnych budowla pochodzi w znacznej mierze z końca XV i XVI wieku. Zasadniczą część zamku stanowią wielka sala (Great Hall, ukończona ok. 1503 roku), stare apartamenty królewskie (King′s Old Building, 1496), pałac królewski (Royal Palace, 1540) oraz kaplica (Chapel Royal, 1594), otaczające czworokątny dziedziniec. Całość otaczają mury z bramą wjazdową (1500) od strony południowej. Przed bramą, zewnętrzna linia umocnień z początku XVIII wieku. Na północ od głównej części zamku budynki obronne i magazyny z XVI-XIX wieku (Nether Bailey), również otoczone murami. Dostęp do nich zapewnia brama północna z końca XIV wieku, będąca najstarszą zachowaną częścią zamku.

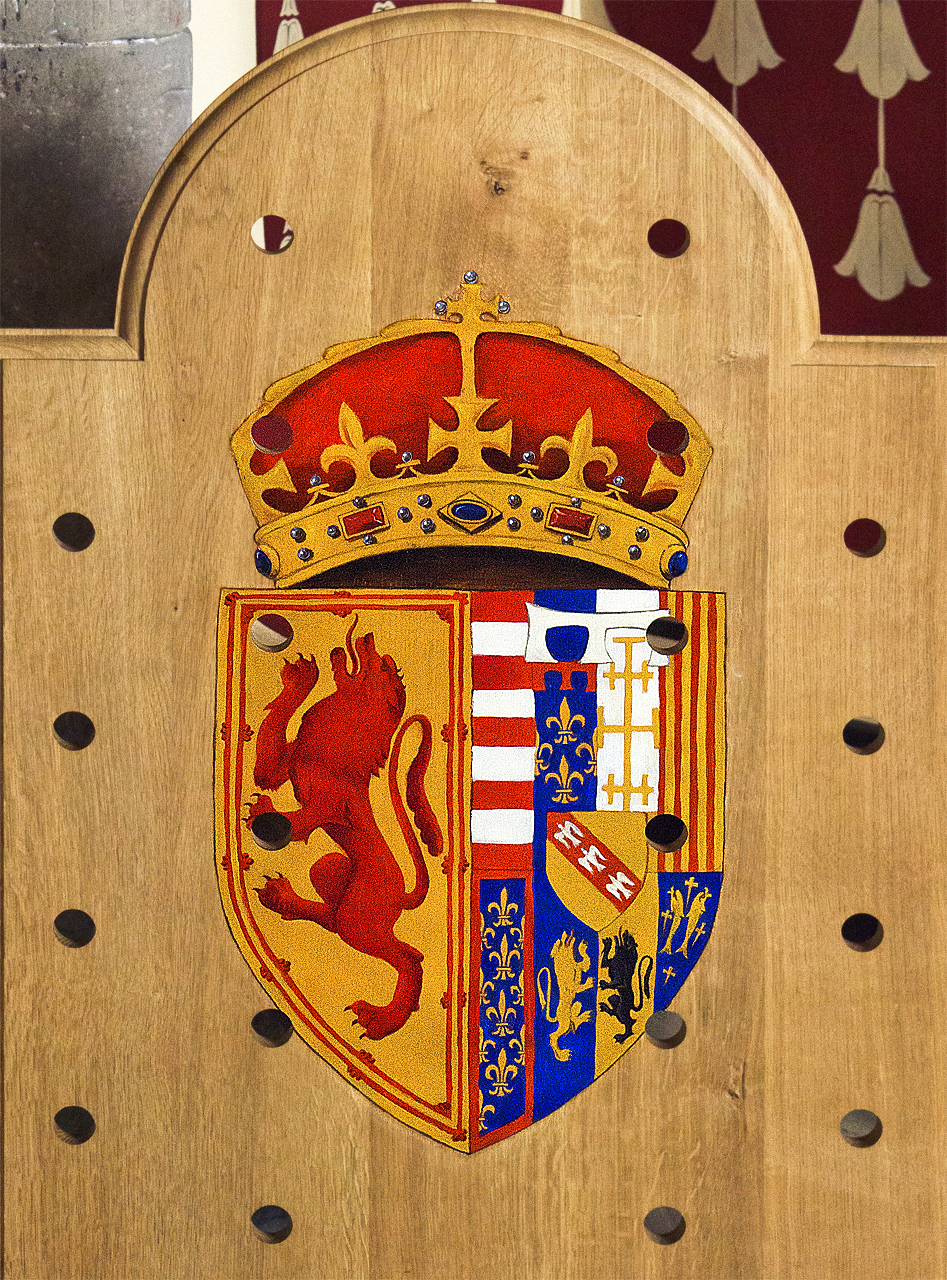
Herb
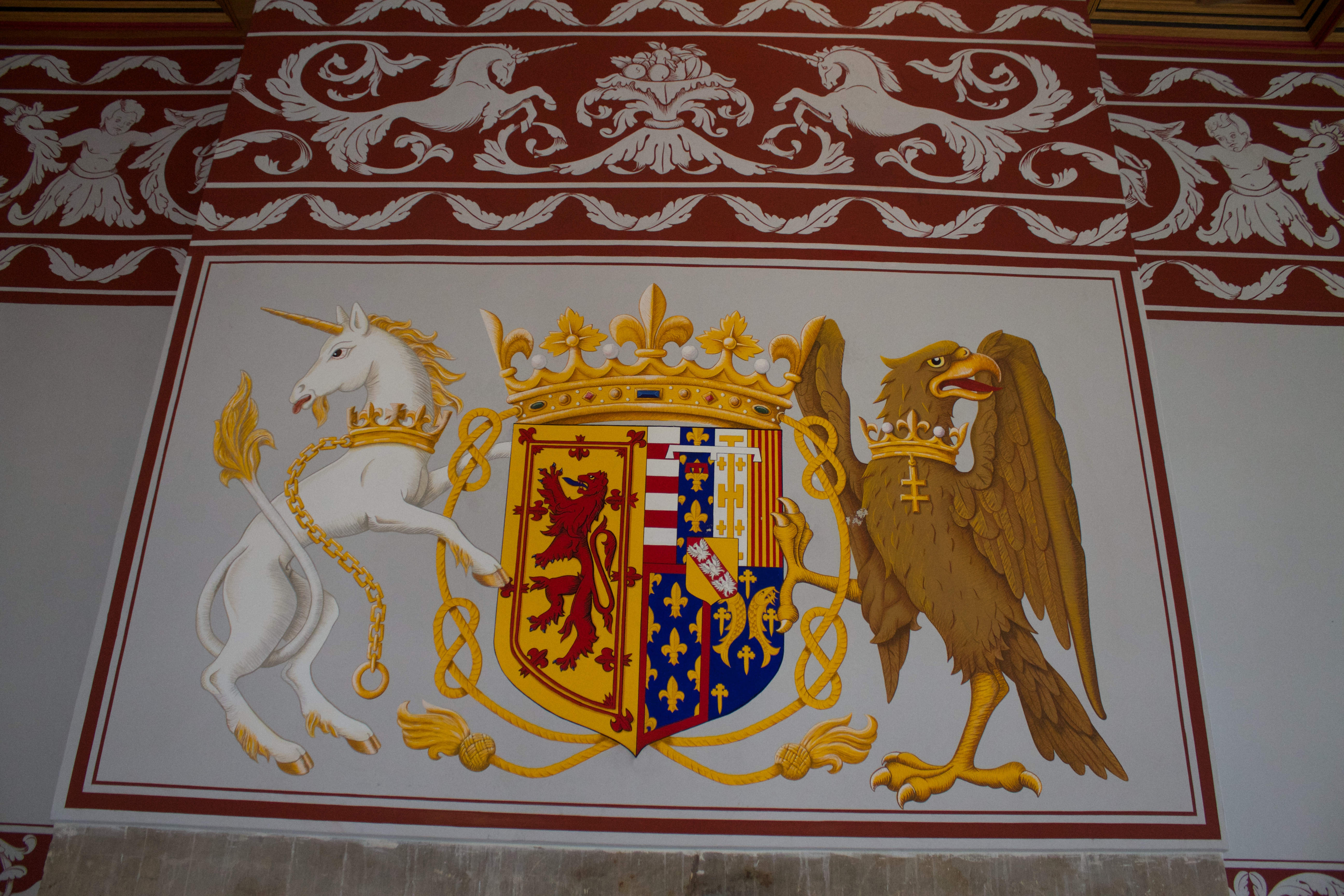
Herb Marii de Guise
Herb Marii de Guise